# Store Koldewey
Store Koldewey és la més gran de les Illes Koldewey, a la Terra del Rei Frederic VIII, al nord-est de Groenlàndia. Està deshabitada. Es troba dins el Parc Nacional del Nord-est de Grenlàndia.

## Geografia
És una illa llarga i estreta que separa la badia de Dove, a l'oest, del mar de Groenlàndia. Fa uns 65 quilòmetres de llargada per 10 d'amplada i una superfície de 615 km². Entre l'illa i el continent, la península de Germanialand, al nord, un petit estret la separa de Lille Koldewey, una petita illa doble, a més d'algunes roques. El seu punt més elevat es troba a 971 msnm.

## Història
L'illa va ser visitada per la segona Expedició Alemanya al Pol Nord de 1869-1870, dirigida per Carl Koldewey, al qual li deu el nom. Fou anomenada Grosse Koldewey Insel a la secció d'astronomia de l'informe de l'expedició. Inicialment es va cartografiar com a tres illes, però l'expedició danesa de 1906-1908 va demostrar que les tres illes estaven connectades i l'anomenaren illa Store Koldewey.